# Webb’s First Deep Field

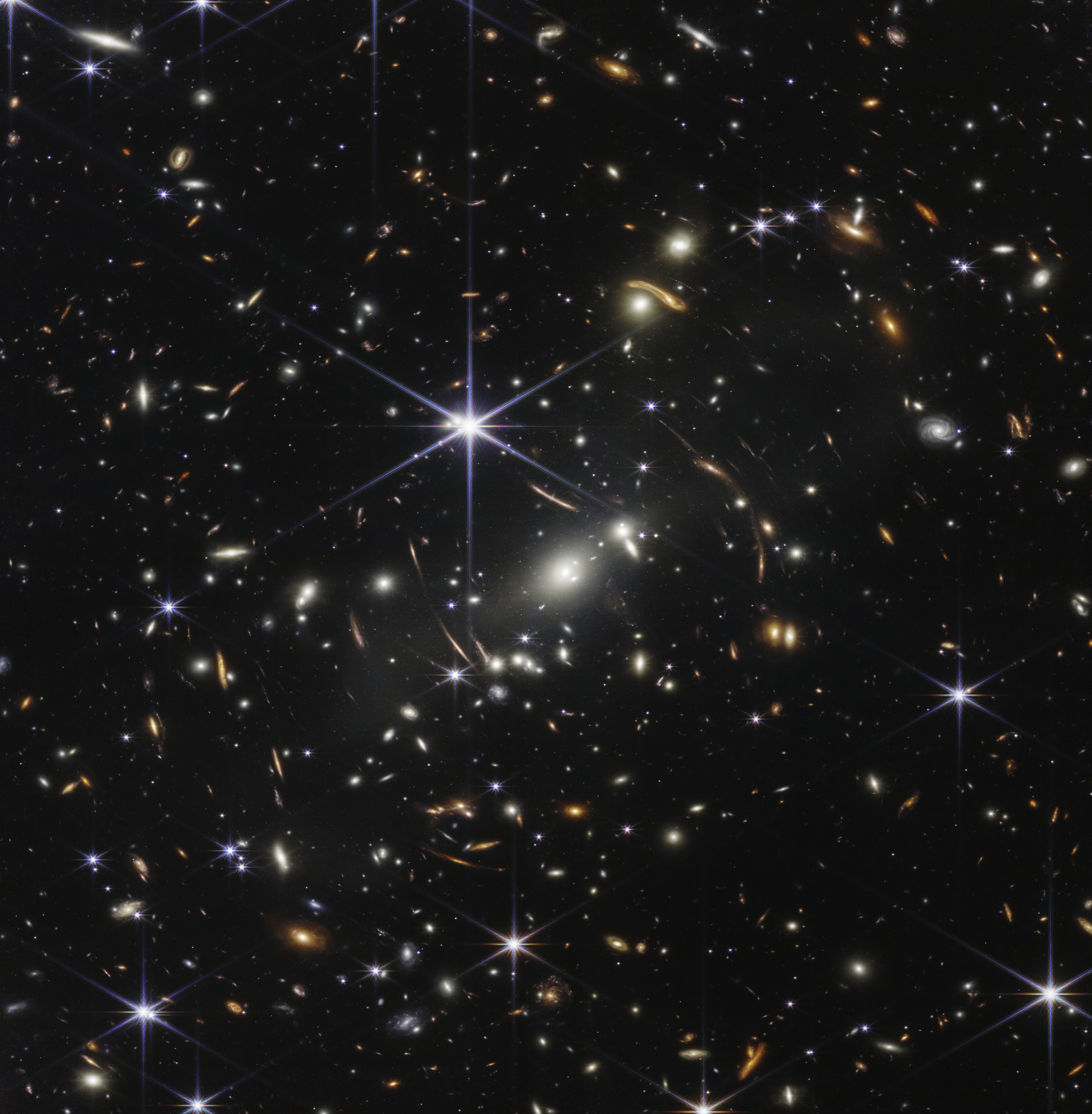
Webb’s First Deep Field. Zdjęcie przedstawia wycinek nieba o rozmiarze około 2,4 minuty kątowej, wyśrodkowany na gromadzie galaktyk SMACS 0723.

Webb’s First Deep Field – pierwsze operacyjne zdjęcie wykonane przez Kosmiczny Teleskop Jamesa Webba przedstawiające gromadę galaktyk SMACS 0723 znajdującą się w odległości 4,6 miliarda lat świetlnych od Ziemi w konstelacji Ryby Latającej. Zdjęcie zostało wykonane za pomocą urządzenia NIRCam (ang. Near Infrared Camera) i upublicznione 11 lipca 2022.
Obraz ten jest kompozycją kilku zdjęć wykonanych łącznie w ciągu 12 i pół godziny w różnych długościach fal. W podczerwieni zdjęcie to osiągnęło głębokości wychodzące poza te, znajdujące się w najgłębszych polach wykonanych przez Kosmiczny Teleskop Hubble’a.
Masa tej gromady wywołuje efekt soczewkowania grawitacyjnego, który zniekształca, ale też i powiększa obraz galaktyk znajdujących się w tle, co pozwala na badanie odleglejszych galaktyk w jeszcze większych detalach.
Odsłonięcie obrazu odbyło się w Białym Domu przez prezydenta Stanów Zjednoczonych Joego Bidena. W 2022 roku był to obraz Wszechświata o najwyższej osiągalnej wówczas rozdzielczości.